# Pere Rius i Gatell
Pere Rius i Gatell (Reus, 1898 - 1973) fou un arqueòleg reusenc.
Va estudiar a Reus on va conèixer a Salvador Vilaseca i Anguera amb el que més tard va col·laborar en la recerca arqueològica. El 1930 en una excavació a l'Arbolí es va produir un despreniment i va perdre un braç fins al colze. El 1933 l'Ajuntament li va encarregar catalogar els objectes del nou museu Prim-Rull a la casa Rull, llegada pel Notari Pere Rull Trilla a la ciutat, i el va fer conservador del Museu. Durant aquestos anys va seguir participant a diverses excavacions, i en la tasca de documentació de diverses troballes arqueològiques. D'aquestes excavacions es conserven els diaris manuscrits, els dibuixos i les fotografies dels treballs realitzats al poblat ibèric de Santa Anna, a Castellvell del Camp, i a les vil·les romanes del Mas de Valls i de Paretdelgada, a la Selva del Camp. A més de la dedicació a feines administratives, va mantenir contactes amb destacats representants de la museologia catalana, de l'època, com Joaquim Folch i Torres, i va col·laborar al Butlletí dels Museus d'Art de Barcelona. En esclatar la guerra fou delegat de la Comissió del Patrimoni Artístic de la Generalitat i va poder evitar la pèrdua o destrucció de molts documents i imatges que foren traslladats a diferents llocs abans de l'entrada dels feixistes. Rius havia aplegat a Reus, d'acord amb el pintor Ignasi Mallol, delegat de la Comissaria de Museus de la Generalitat a Tarragona, un gran nombre d'objectes d'argent que catalogà, i recollí moltes peces d'orfebreria originals dels mestres del Reial Col·legi d'Argenters de Reus. Seguint les ordres donades per la Generalitat, Rius va fer-se càrrec del trasllat dels materials més valuosos i delicats del Museu i els va enviar cap a dipòsits més segurs vora la frontera amb França el 1938. La major part d'aquests fons reusencs es van guardar en el dipòsit patrimonial que la Generalitat havia establert a la masia de Can Pol, a Montfullà. Del patrimoni reusenc només es va perdre el que havia estat destruït en els primers moments revolucionaris o arran dels bombardejos de l'aviació franquista sobre la ciutat. Els primers mesos de 1939 aquests objectes van ser entregats a les autoritats franquistes. Va marxar a França al finalitzar la guerra, però va tornar el 1942 i va ser acusat d'apoderar-se de part del patrimoni. Va poder demostrar la seva innocència, sense, però, poder recuperar la seva feina al Museu. Va ser un dels fundadors de l'Associació Excursionista de Reus. La ciutat de Reus li ha dedicat un carrer